# Yabea microcarpa
Yabea es un género monotípico perteneciente a la familia Apiaceae. Su única especie: Yabea microcarpa, es originaria de  Estados Unidos donde se encuentra en los humedales en California.

## Descripción
Es una planta anual, delgada, ± peludo, con tallo erecto que alcanza un tamaño de 3-40 cm de altura. La hoja con pecíolo de 2.5 a 3.5 cm; la lámina de 2-6 cm, oblongas a ovadas, pinnadas con segmentos de 2-8 mm. La inflorescencia en forma de umbelas generalmente compuestas; con pedúnculo de 2-10 cm; brácteas 2-5, como hojas. Tiene un número de cromosomas: 2 n = 12 

## Ecología
Se encuentra en pistas herbáceas, dunas, chaparral y bosques a una altitud de 0-1500 m.

## Taxonomía
Yabea microcarpa fue descrita por (Hook. & Arn.) Koso-Pol. y publicado en Bulletin de la Société Impériale des Naturalistes de Moscou, n.s. 28: 202. 1915.
Etimología
Yabea: nombre genérico que fue otorgado en honor de Yoshisada (Yoshitaba) Yabe (1876-1931), un botánico japonés.
Sinonimia
- Caucalis microcarpa Hook. & Arn.	basónimo
- Daucus brachiatus Torr.[4]